# Sint-Ursulaparochie (Delft)
De Sint-Ursulaparochie is een rooms-katholieke parochie in de Nederlandse stad Delft. Zij is op 1 maart 2009 ontstaan door de fusie van alle Delftse parochies. Het is nu één parochie met vier kerken, te weten:
- Adelbertkerk
- Vredeskerk
- Raamstraatkerk
- Maria van Jessekerk

De Pastoor van Arskerk is in 2021 grotendeels gesloopt. De Sint-Hippolytuskapel vormt een zelfstandige stichting. Ondanks dat de kapel binnen het gebied van de parochie valt, heeft het geen functie als parochiekerk.

De parochie is gewijd aan Ursula van Keulen. Voor haar is gekozen omdat zij tot de reformatie de patroon was van de Nieuwe Kerk.

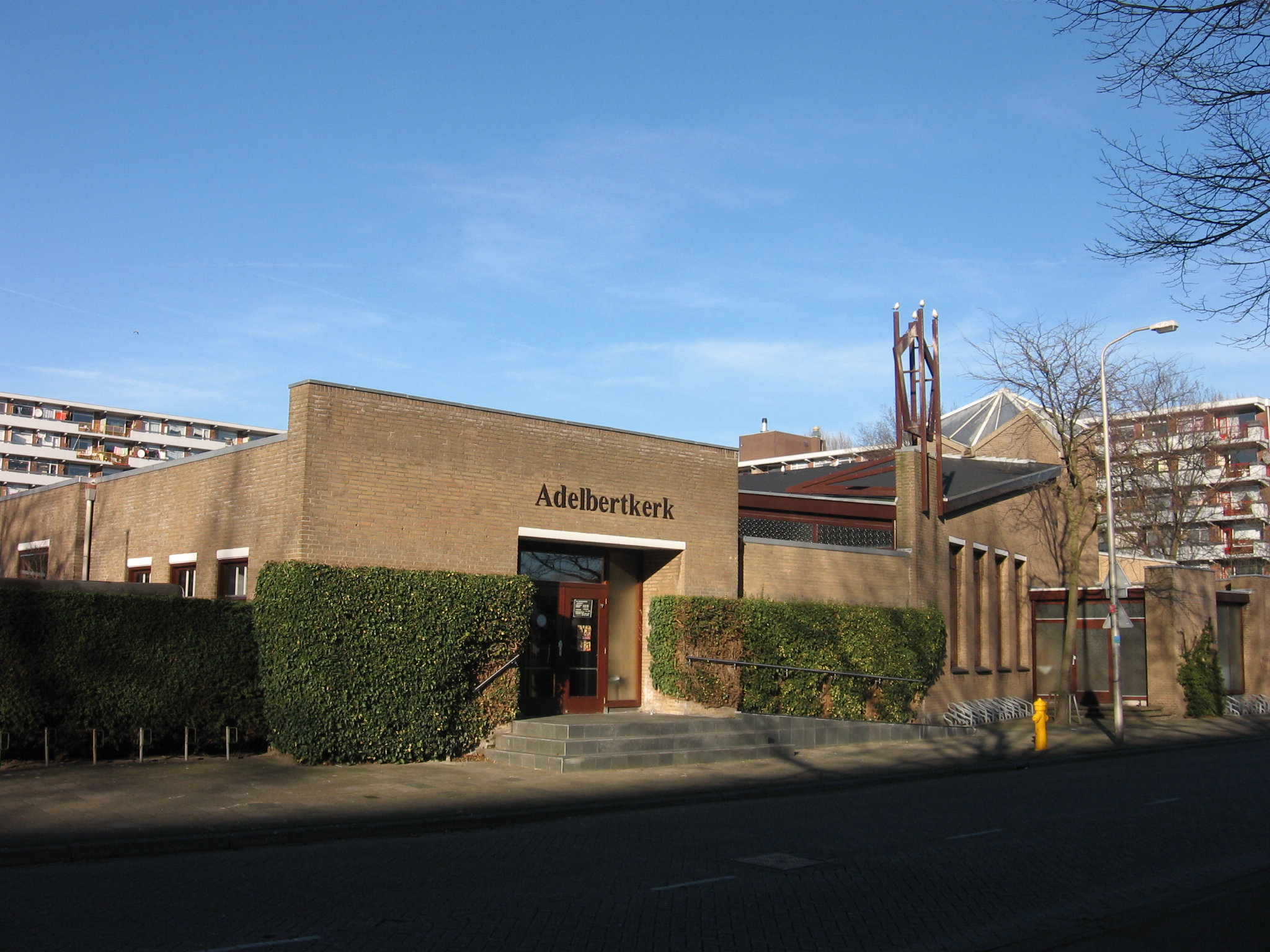
De Adelbertkerk.
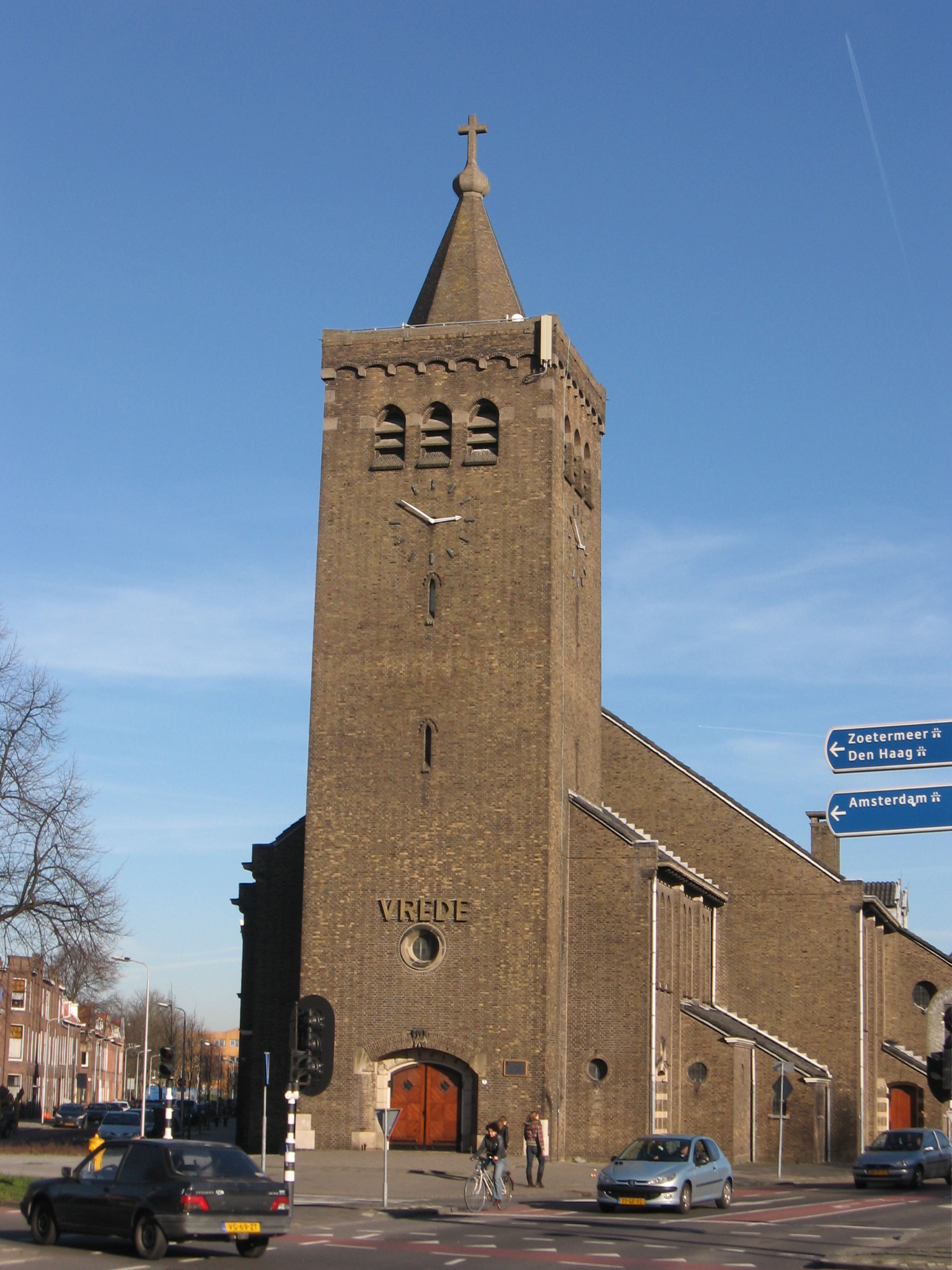
De Vredeskerk.
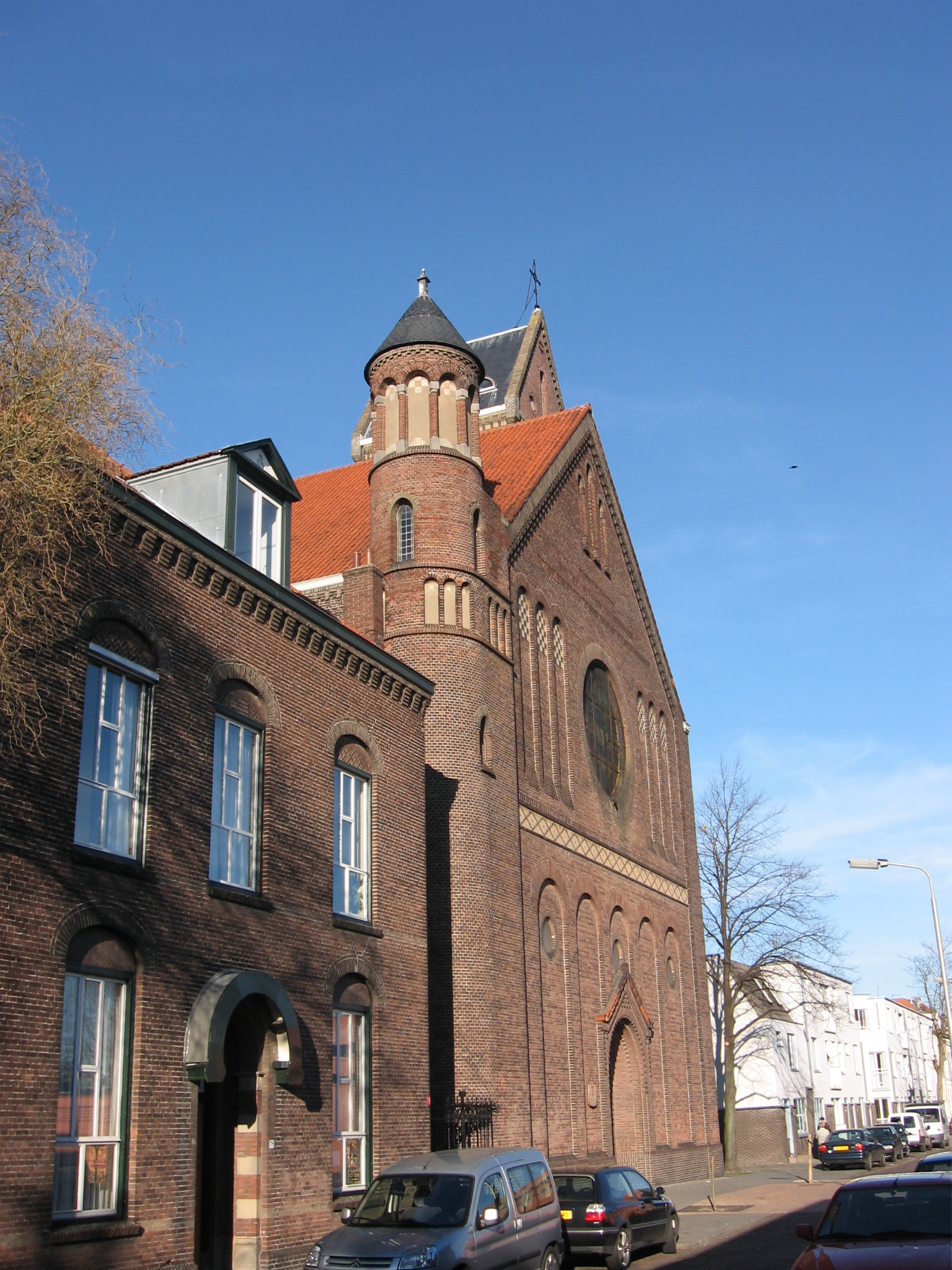
De Raamstraatkerk.
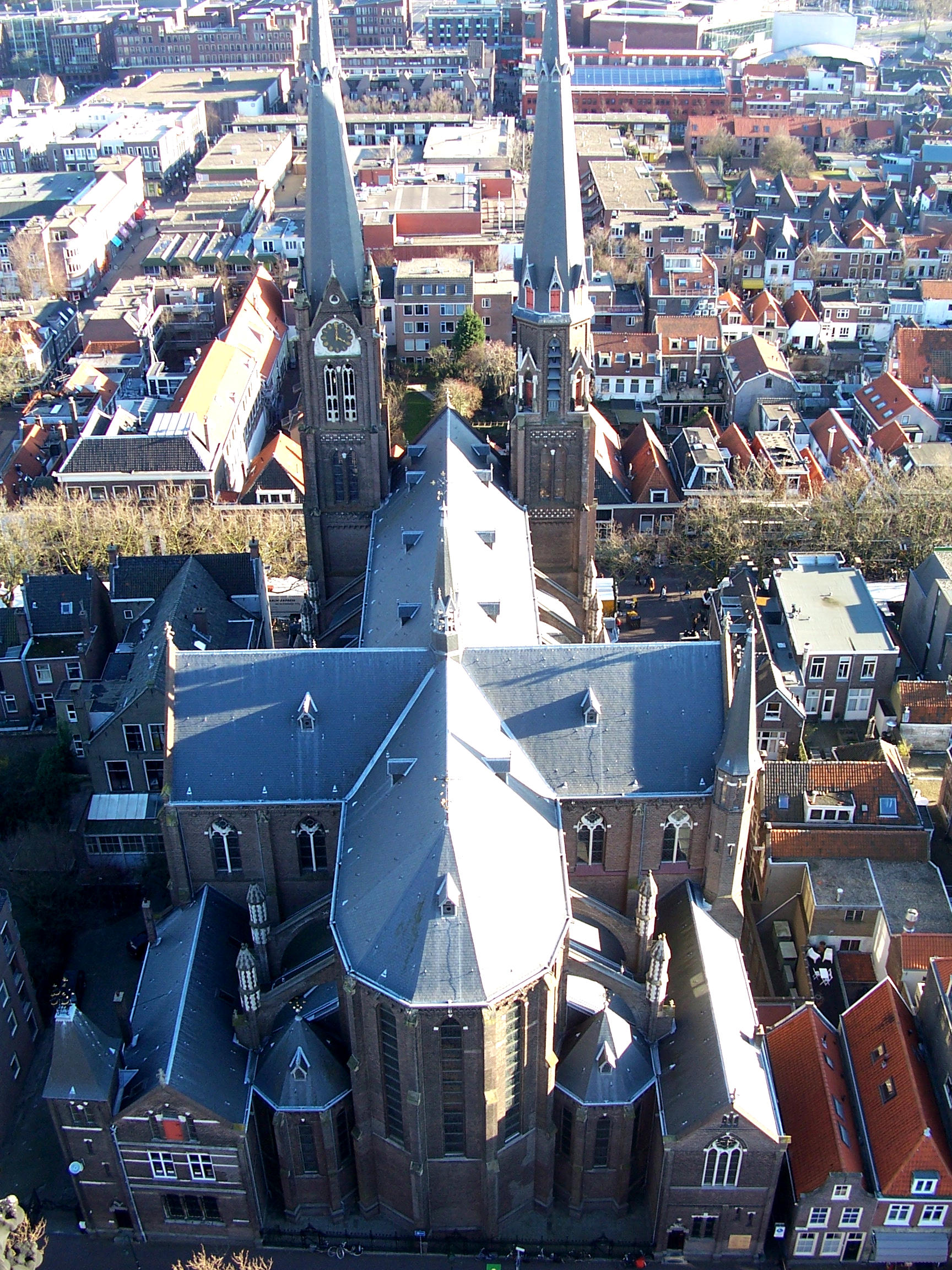
De Maria van Jessekerk.
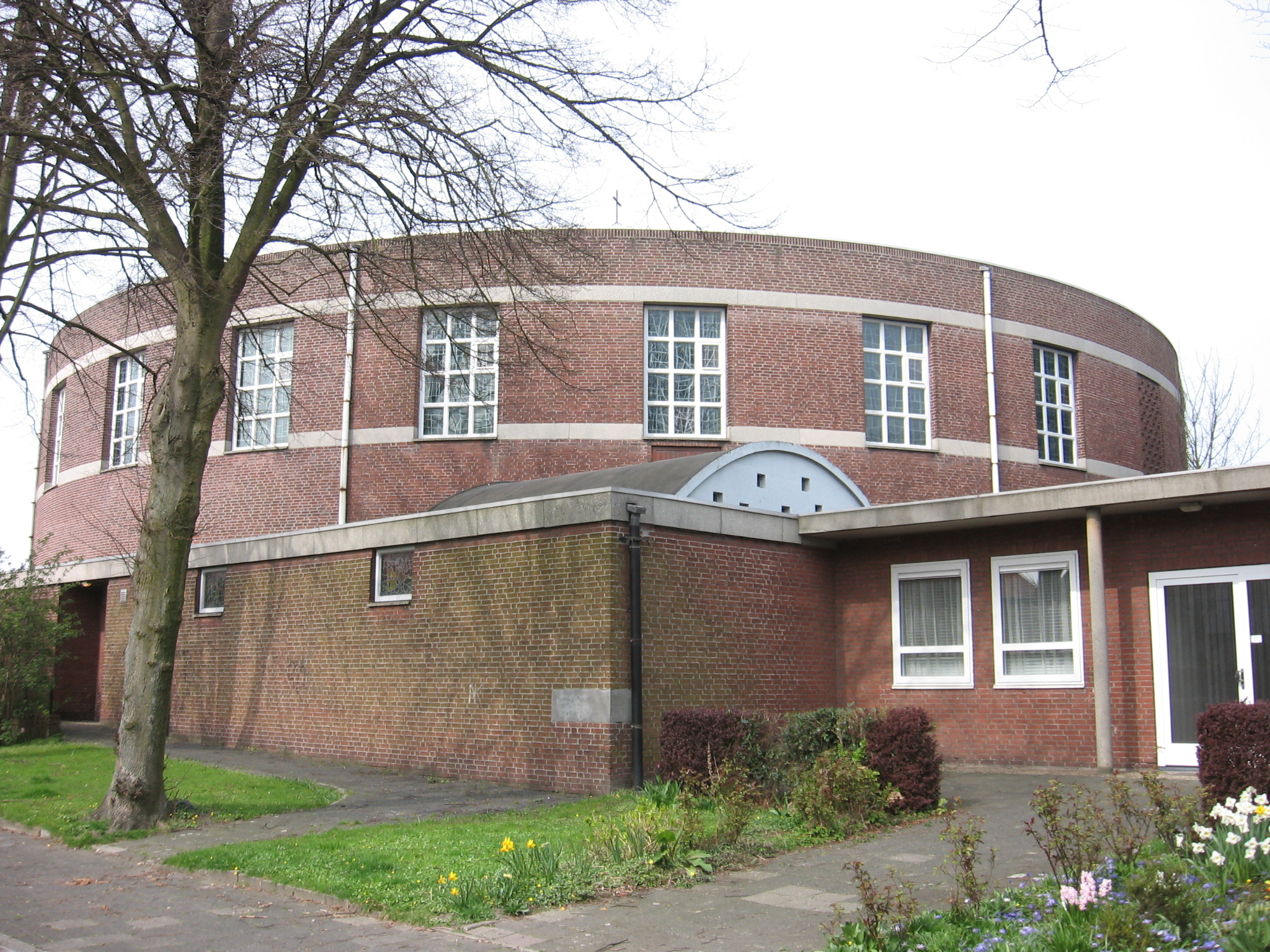
Het jongerencentrum bij de Arskerk.
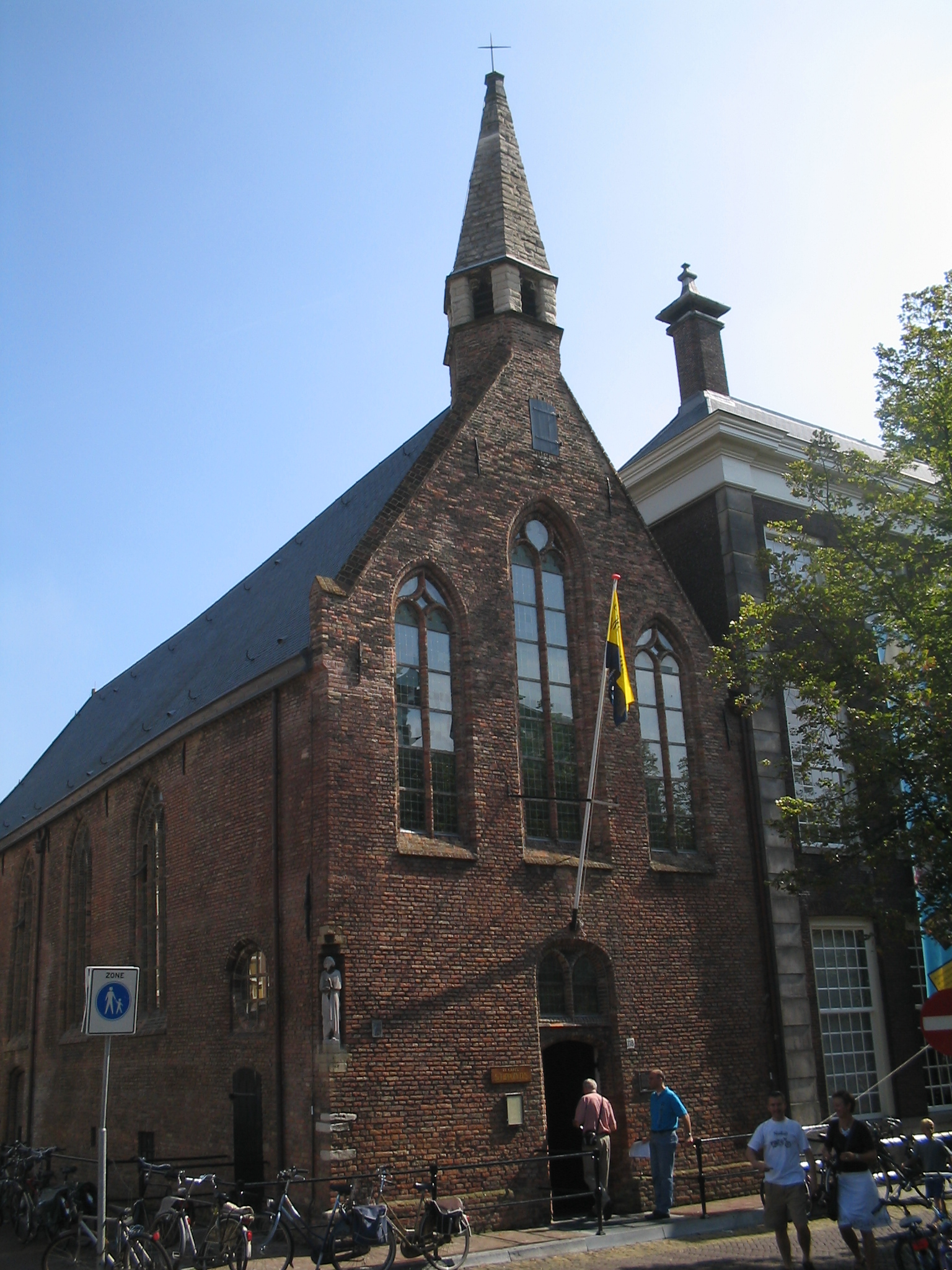
De Hippolytuskapel.

## Voorgeschiedenis
In de middeleeuwen waren er al twee parochies in Delft. De oudste was de Hippolytuskerk die nu bekend is als de Oude Kerk en die heeft mogelijk haar wortels tot in de elfde eeuw. De andere parochiekerk was de Nieuwe Kerk die gewijd was aan Maria en Ursula.

Toen eind zestiende eeuw het protestantisme zijn intrede deed, werden deze twee kerken protestants en ging de katholieke kerk ondergronds. Na verloop van tijd waren er twee schuilkerken. De eerste was op het Bagijnhof welke gewijd was aan Maria en Ursula, net als de Nieuwe Kerk eerst. Deze kerk is later Oudkatholiek geworden. De andere was gewijd aan Sint Jozef en werd bediend eerst door jezuïeten en later door franciscanen. Dit zou de voorloper worden van de latere Maria van Jessekerk.

Met de invoering van de nieuwe grondwet van 1848 kreeg de katholieke kerk de volledige vrijheid om zelf kerken en parochies te stichten. Dit werden achtereenvolgens: 
- De Jozefparochie (1667(?) opgericht als statie, 1856 officieel als parochie),
- De Hippolytusparochie (1795 als statie, 1856 officieel als parochie. Tevens dekenale kerk),
- De Nicolaas en Gezellenparochie (1910 als bijkerk van de Jozefkerk, vanaf 1922 een zelfstandige parochie).
- De O.L.V. Onbevlekt Ontvangenparochie (1934 als bijkerk van de Hippolytuskerk, vanaf 1949 een zelfstandige parochie).
- De Sacramentsparochie (1919)
- Pastoor van Arsparochie (1959)
- De Adelbertparochie (1967)

Rond 1970 komt er een eind aan de groei en begint de ontkerkelijking. In 1971 fuseren de Hippolytusparochie en de Jozefparochie tot de Maria van Jesseparochie. De parochie wordt gevestigd in de kerk aan de Burgwal en de Hippolytuskerk wordt in 1974 afgebroken. Een groepje parochianen die zich niet thuis voelen in de nieuwe parochie stichten zelf de Hippolytuskapel. 
Vanaf het begin van deze eeuw begint de noodzaak tot verregaande samenwerking zich op te dringen en is er voor eerst sprake van een fusie van alle parochies in Delft tot één parochie met verschillende kerken. Dat lukt gedeeltelijk en resulteerde in 2007 tot deze drie parochies:
- Sint-Hippolytusparochie
  - Maria van Jessekerk
  - Sacramentskerk
  - O.L.V. Onbevlekt Ontvangenkerk
- HH. Franciscus en Claraparochie
  - HH. Nicolaas en Gezellenkerk
  - Pastoor van Arskerk
- Sint-Adelbertparochie

Toen in 2008 werd besloten tot een volledige fusie, werd ook besloten een aantal kerkgebouwen af te stoten. De O.L.V. Onbevlekt Ontvangenkerk en de Pastoor van Arskerk werden aan de eredienst onttrokken. Op 1 maart 2009 werd de Sint-Ursulaparochie opgericht. Sinds 1 september 2012 vormt de Ursulapaochie met de parochie Onze Lieve Vrouw van Sion in Midden-Delfland een cluster binnen het Bisdom Rotterdam. Twee afzonderlijke parochies met een pastoraal team en zeven geloofsgemeenschappen. 

## Pastoors
De lijst van pastoors van de Sint Ursulaparochie:
- Ben Bolmer ofm (2009-2016)
- Dick Verbakel (2016-2022)
- Walter Broeders (2024-heden)

Kapelaans:
Tjeerd Visser (2009-2012)
Dick Verbakel (2012-2016)
Eli Stok (2017-2023)
Pater Thomas K. (2022-heden)
In maart 2023 maakte kapelaan Eli Stok bekend dat hij zijn ambt als priester zou neerleggen.

## Katholiek onderwijs
Voorheen was het gangbaar dat aan elke parochiekerk een parochieschool verbonden was. Tegenwoordig is dat niet meer het geval, wat niet wegneemt dat een aantal basisscholen nog steeds dat karakter hebben. Binnen het gebied van de parochie vinden zich de volgende scholen:

### Basisonderwijs
- Titus Brandsmaschool
- Bernadette Mariaschool
- Gabriëlschool
- Cornelius Musiusschool
- De Oostpoort
- De Bonte Pael
- De Regenboog
- Mgr. Bekkersschool

### Middelbaar onderwijs
- Stanislascollege

## Ordes en congregaties
Binnen het gebied van de parochie hebben een aantal ordes en congregaties hun communiteit, te weten;
- Franciscanen, verbonden aan de Raamstraatkerk;
- Jezuïeten, verbonden aan het Stanislascollege;
- Salesianen van Don Bosco, verbonden aan het jongerencentrum ;
- Dominicanessen van Bethanië, gevestigd in de pastorie van de Vredeskerk.